# Goniothalamus aruensis
Goniothalamus aruensis är en kirimojaväxtart som beskrevs av Rudolph Herman Scheffer. Goniothalamus aruensis ingår i släktet Goniothalamus och familjen kirimojaväxter. Inga underarter finns listade i Catalogue of Life.